# Terrace (British Columbia)
|                       | Jan   | Feb  | Mär  | Apr  | Mai  | Jun  | Jul  | Aug  | Sep  | Okt   | Nov   | Dez   |   |         |
| Mittl. Tagesmax. (°C) | −0,8  | 2,6  | 7,3  | 12,2 | 16,7 | 19,6 | 22,3 | 22,1 | 17,5 | 10,4  | 3,7   | 0,2   | ⌀ | 11,2    |
| Mittl. Tagesmin. (°C) | −6,2  | −3,7 | −1   | 1,6  | 5,1  | 8,5  | 10,9 | 10,9 | 7,7  | 3,8   | −0,8  | −4,3  | ⌀ | 2,7     |
|                       |       |      |      |      |      |      |      |      |      |       |       |       |   |         |
| Niederschlag (mm)     | 137,7 | 99,4 | 70,7 | 58,9 | 47,4 | 46,9 | 47,3 | 57,4 | 93,6 | 174,3 | 159,7 | 167,4 | Σ | 1.160,7 |

| −6,2 |

| −3,7 |

| −1 |

| 1,6 |

| 5,1 |

| 8,5 |

| 10,9 |

| 10,9 |

| 7,7 |

| 3,8 |

| −0,8 |

| −4,3 |

| −6,2 |

| −3,7 |

| −1 |

| 1,6 |

| 5,1 |

| 8,5 |

| 10,9 |

| 10,9 |

| 7,7 |

| 3,8 |

| −0,8 |

| −4,3 |

Terrace ist ein Ort am Skeena River in der westkanadischen Provinz British Columbia. Er ist Sitz des Regional District of Kitimat-Stikine und bildet nach Prince Rupert den wirtschaftlich bedeutendsten Ort in der dünn besiedelten Region im Norden der Provinz, der seit dem späten 19. Jahrhundert durch die Eisenbahn (Canadian National Railway) und eine Fernstraße (Yellowhead Highway) angebunden ist. Nach Jahren des Wachstums schwankt die Bevölkerungszahl. Erst fiel sie von 12.109 im Jahr 2001 auf 11.320 im Jahr 2006 um dann bis 2011 wieder leicht auf 11.486 anzuwachsen.
Die Kitselas, die zu den Tsimshian gehören, leben seit mehreren Jahrtausenden in der Region. Seit Ende des 19. Jahrhunderts dominierte über ein Jahrhundert lang die Holzindustrie, die ihre Produkte zunächst über den Skeena River, dann per Eisenbahn und seit dem Zweiten Weltkrieg per Straße über Prince Rupert ausführte.

## Geschichte

### Frühgeschichte
Die Vorfahren der heutigen First Nations wanderten vor mehr als zehn Jahrtausenden in die Region ein. Aus ihnen gingen, bei überaus starker Ortsfestigkeit, die Kitselas und Kitsumkalum hervor, zwei der vierzehn Stämme der Tsimshian, die heute vom Staat unterschieden werden. Sie nannten den Skeena River um 1800 K'shian, was etwa ‚Wasser aus den Wolken‘ bedeutet. Der Fluss war der bei weitem wichtigste Transportweg und lieferte den überwiegenden Teil der Nahrung, wenn auch Jagd und Sammeltätigkeit eine gewisse Rolle spielten.

### Dampfschiffe, Stadtgründung
Die schwer zugängliche Region stellte 1866 den Plänen zur Errichtung einer Telegraphenverbindung von Amerika durch Russland nach Europa erhebliche Hindernisse in den Weg. Das Dampfboot Mumford fuhr dazu mit Proviant und Ausrüstungsgegenständen bis Kitsumkalum, wobei es von der Mündung bis Hazelton drei Tage brauchte.
Erst 1891 gelang es der Caledonia, einem Schiff der Hudson’s Bay Company, den Kitselas Canyon zu passieren und Hazelton erneut zu erreichen. Der Klondike-Goldrausch führte zu einem sprunghaften Anstieg des Verkehrs in den Jahren ab 1897. Diese Phase endete jedoch im September 1912, als die Grand Trunk Pacific Railway die Transporte übernahm.
Der spätere Gründer der Stadt, George Little, kam im März 1905 an den Skeena. Er kaufte das Land, auf dem die Stadt entstand. und der Bahnhof wurde Littleton genannt. Wie an vielen Stellen griff jedoch die Regierung ein, um Verwechslungen mit anderen namensgleichen Orten, wie etwa Littleton in Neubraunschweig zu vermeiden. Little, der zum Schienenbau und Hausbau durch eine Sägemühle beitrug, nannte seine Stadt daher Terrace. Darüber hinaus vermachte er der Eisenbahn 47 Acre Land. Die Zuerkennung der kommunalen Selbstverwaltung (incorporated als Village Municipality) für die Gemeinde erfolgte am 31. Dezember 1927 und seitdem wählt die Gemeinde ihre Vertreter selbst.

### Terrace Mutiny
Während des Zweiten Weltkriegs wurden zum Schutz gegen eine befürchtete japanische Invasion Truppen in Westkanada zusammengezogen. Als jedoch Premierminister William Lyon Mackenzie King am 24. November Wehrpflichtige nach Übersee schicken wollte (Wehrpflichtkrise von 1944), kam es bis zum 29. November zu einer heftigen Revolte, die als Terrace Mutiny bekannt wurde.

### Holzboom und Niedergang
1951 hatte die Stadt 350 Einwohner. Die Stadt wurde zu einem der größten Holzversorger, insbesondere durch die Ansiedlung der Canadian Cellulose Company. Jährlich wurden bis um die Jahrtausendwende mehr als 50.000 Bäume gefällt und verarbeitet.

## Geographie

### Lage
Die Hazelton Mountains liegen westlich der Stadt, die Kitimat Ranges, die zum Küstengebirge gehören, östlich. Die Region ist vulkanischen Ursprungs. Nacheiszeitliche Wassermassen haben die Terrassen auf beiden Seiten des Stromes geformt. Terrace liegt auf einer dieser namengebenden Terrassen.
Das Skeena-Tal liegt in einem Gebiet des gemäßigten Regenwaldes, der überwiegend aus Riesen-Lebensbäumen, Hemlocktannen und Balsam-Tannen besteht. Der Fluss ist sehr lachsreich.

### Klima
Terrace hat ein, durch die Nähe des 60 km entfernten Pazifiks, gemäßigtes Klima mit einer Jahresdurchschnittstemperatur von 6,3 °C. Sie liegt im Januar bei -4.3, im Juli bei 16,4 °C, kann aber auch bis über 30° ansteigen.
Die Niederschlagsmenge liegt bei 1160 mm pro Jahr, wovon allein 204 mm als Schnee fallen. Damit sind die Niederschläge nur etwa halb so hoch, wie an der Küste. Die niederschlagreichsten Monate sind Oktober bis Dezember.

### Flora und Fauna
Terrace ist stolz darauf, den sogenannten Kermodebär oder Spirit Bear, einen weißen Bären, zu beherbergen (Ursus Americanus Kermodei), eine seit 1905 nachgewiesene Unterart des Nordamerikanischen Schwarzbären. Er schmückt das städtische Siegel.

## Wirtschaft und Infrastruktur

### Wirtschaft
Das Durchschnittseinkommen (Median Income) der Einwohner lag im Jahr 2005 bei 24.613 C$ und damit nur minimal unter dem Durchschnittseinkommen der gesamten Provinz British Columbia von 24.867 C$.
Terrace war mit einem Jahresverbrauch von rund 50.000 als cedar poles bezeichneten Baumstämmen einer der größten Lieferanten für Schienenschwellen, Baumaterial und Versorgern der nordamerikanischen Telefon- und Stromleitungen, aber damit auch einer der größten Waldvernichter Nordamerikas. Nachdem die Bauindustrie weniger Holz abnahm, stellte sich die Wirtschaft partiell auf die Produktion von Zellulose für die Papierindustrie um. Diese alles dominierende Industrie verhinderte die Ansiedlung anderer Industrien und dementsprechend tief war der Einbruch, als der Markt für Holz nach 2000 einbrach.
2001 schloss die Skeena Cellulose Inc. Sie wurde von der Terrace Lumber Co. und einigen lokalen Investoren übernommen, konnte sich aber nur von August 2005 bis Mitte 2006 halten. Die Zellulosemühle wurde abgerissen.
Einer der größten Arbeitgeber ist das Mills Memorial Hospital.

### Verkehr
Die Eisenbahn, die von VIA Rail betrieben wird, spielt für den Personenverkehr nur noch eine geringe Rolle, im Gegensatz zum Straßenverkehr und dem über den Northwest Regional Airport Terrace-Kitimat laufenden Flugverkehr, der die Stadt mit Prince George, Smithers und Vancouver verbindet. Der Regionalflughafen (IATA-Code: YXT, ICAO-Code: CYXT, Transport Canada Identifier: -) befindet sich etwa 6 Kilometer südlich der Stadt.
Terrace liegt unter anderem am nördlichen Teilabschnitt des Trans-Canada Highway (Highway 16), welcher den Ort in Ost-West-Richtung passiert. Weiterhin passiert, in Nord-Süd-Richtung, der Highway 37 die Stadt. Der Nisga’a Highway (Highway 113), ursprünglich eine Holzfällerstraße ist ein sogenannter secondary highway und führt von hier nach Gingolx ins Tal des Nass River.

Die Old Skeena Bridge, bis 2002 die größte mit Holzplanken belegte Brücke Nordamerikas, wurde 1925 fertiggestellt, 1944 wurde der Skeena River Highway nach Prince Rupert eröffnet (153 km). In den 1970er Jahren entstand die New Skeena Bridge über Ferry Island nach Thornhill.
Weiterhin ist die Gemeinde an ein überregionales Netz von Busverbindungen angeschlossen, welches von BC Bus North betrieben wird. Die Gemeinde liegt mit einer Haltestelle an der Verbindung Prince Rupert–Smithers–Prince George. Die Verbindung wird donnerstags und samstags in die eine Richtung angeboten sowie freitags und sonntags in die andere Richtung. Mit Stand 2020 sind in diesem Netz insgesamt 34 Gemeinden und Siedlungen im zentralen und nördlichen British Columbia verbunden.
Öffentlicher Personennahverkehr wird örtlich mit acht Buslinien durch das „Terrace Regional Transit System“ angeboten, welches von BC Transit in Kooperation betrieben wird. Eine neunte Linie verbindet die Gemeinde mit dem Flughafen und mit Kitimat.

## Bildung
Der Ort gehört zum School District 82 - Coast Mountains, seit 1996 zusammen mit Kitimat. Nur die Caledonia Senior Secondary School bietet Unterricht für die Grades 11 und 12. Französischunterricht wird für Kinder bis Grade 7 an der Jack Cook School angeboten.
1975 entstand der Hauptcampus des Northwest Community College in Terrace, welches heute den örtlichen Campus der University of Northern British Columbia bildet. An der Freda Diesing School werden Kurse in indianischer Kunst angeboten.

## Medien
In Terrace erscheint eine Wochenzeitung, seit 1988 der Terrace Standard und der Terrace Daily.
Neben CBC Radio One besteht mit Première Chaîne ein französischsprachiger, mit CFNR ein indianischer Radiosender.
Die lokalen Fernsehsendungen werden von CBC Television und SRC geliefert.

## Persönlichkeiten

### Geboren in Terrace
- Angela Laurier (1962–2024), Zirkuskünstlerin, Kontorsionistin und Regisseurin
- Rudy Poeschek (* 1966), Eishockeyspieler
- Wade Flaherty  (* 1968), Eishockeytorwart
- Aaron Pritchett (* 1970), Musiker
- Jason Haldane (* 1971), Volleyballspieler
- Ambur Braid (* 1983), Opernsängerin

### Personen mit Beziehung zur Stadt
- Stan Persky (1941–2024), Schriftsteller, Medienkommentator und Hochschuldozent, u. a. Dozent am Northwest College